# Квејд Купер
Квејд Купер (енгл. Quade Cooper; 5. април 1988) професионални је рагбиста, који наступа за Аустралију, иако је рођен у Окланду, на Новом Зеланду. Купер тренутно игра за Квинсленд Редс и један је од најатрактивнијих играча на јужној хемисфери.

## Биографија
Висок 186 цм, тежак 92 кг, игра на позицијама 10 и 12. У каријери је пре Редса играо за Ист Коуст Ексес и Бризбејн рагби. За репрезентацију Аустралије одиграо је 58 тест мечева и постигао 154 поена.